# Jean-Bosco Ntep
Pour les articles homonymes, voir Ntep.
Jean-Bosco Ntep, né le 3 avril 1951 à Hikoamaen (Nkolmelen) dans la Région du Centre, est un prélat catholique camerounais, évêque d'Éséka, puis d'Édéa.

## Biographie
Il est ordonné prêtre le 25 mars 1979, devient le premier évêque d'Éséka le 22 mars 1993, puis est nommé évêque d'Édéa le 15 octobre 2004.